# Grafitna bomba
Grafitna bomba (angleško tudi Blackout Bomb) je neubojno orožje, ki se uporablja za onesposabljanje nasprotnikovega elektro-energetskega sistema.
Grafitna bomba deluje tako, da nad električnimi vodi razprši oblak izjemno finih grafitnih vlaken, ta pa ob stiku z vodi, ki nimajo zunanje izolacijske obloge ustvarijo kratek stik, s čimer se prekine dobava elektrike. Grafitna vlakna praviloma ne uničijo ali trajno poškodujejo električnih vodov, temveč samo začasno prekinejo oskrbo z elektriko. Prav zato se grafitne bombe praviloma uporabljajo samo tik pred kopenskimi napadi in obsežnejšimi letalskimi operacijami. 
Grafitne bombe so bile prvič uporabljene v operaciji Puščavska nevihta 1990-1991. Z uporabo teh bomb je bilo pred kopenskim delom operacije začasno onesposobljeno okoli 85% iraškega elektro-energetskega sistema. Grafitna bomba BLU-114/B je bila uporabljena tudi med NATOvim bombardiranjem ZR Jugoslavije v maju leta 1999. Takrat so z uporabo teh bomb začasno onesposobili okoli 70% skupnega elektro-energetskega sistema. 